# Планетарії України
Планетарії в Україні працюють в багатьох великих містах. Великі стаціонарні планетарії діють в Києві, Вінниці і Дніпрі. На час війни закриті планетарії в Харкові, Херсоні й окупованому Донецьку. В кількох інших містах діють невеликі пересувні планетарії. Українські планетарії співпрацюють в межах Союзу планетаріїв України.

## Великі планетарії
- Київський планетарій[1][2][3]. Відкритий 1952 року в приміщенні переобладнаного костьолу Святого Олександра. 1986 року переїхав до нової, спеціально збудованої будівлі[4].
- Вінницький планетарій[1][2][3]. Відкритий 1965 року в спеціальній типовій будівлі[4].
- Дніпровський планетарій[1][3]. Відкритий 1968 року в спеціальній типовій будівлі[4].
- Харківський планетарій[1][2][3]. Відкритий 1957 року в приміщенні відновленої після руйнації Мордвинівської синагоги[4].
- Херсонський планетарій[1][2][3]. Відкритий 1960 року в приміщенні відновленої Старо-Миколаївської синагоги[4].
- Донецький планетарій[3]. Відкритий 1962 року у спеціальній типовій будівлі. 2008 року планетарій переїхав до нової, спеціально збудованої будівлі, обладнаної цифровою проєкційною системою, ставши першим в Україні цифровим планетарієм[4].

## Малі й університетські планетарії
- Запорізький планетарій[2]. Створений при Міському палаці дитячої та юнацької творчості[5].
- Кременчуцький планетарій[6][7]
- Львівський планетарій[2]
- Трускавецький планетарій. Працює при артмайстерні «Інший світ»[5].
- Чернівецький планетарій. Працює при Чернівецькому обласному центрі науково-технічної творчості учнівської молоді[5].
- Ужгородський планетарій[8][9]
- Уманський планетарій. Відкритий 2003 року[4].
- Чернігівський планетарій. Працює при кафедрі фізики та астрономії Чернігівського національного педагогічного університету імені Т. Г. Шевченка[10]. Був створений ще в радянські часи, в середині 1990-х купол був оновлений зусиллями співробітників, близько 2004 університет купив новий проєктор. Спільно з планетарієм працює обсерваторія[11]. Планетарій і обсерваторія використовуються для навчання студентів і для групових екскурсій школярів.

## Колишні планетарії
- Кам'янець-Подільський планетарій. Відкритий 1983 року в приміщенні Георгіївської церкви. 1990 приміщення повернули церкві, і планетарій припинив роботу[4].
- Кіровоградський планетарій[5]
- Одеський планетарій[2]. Відкритий 1963 року в приміщенні Свято-Пантелеймонівського храму. 1993 приміщення повернули церкві. Частина експонатів зникла. Науково-популярні лекції продовжували читати в лекторії «Планетарій» на території Одеської обсерваторії[4].
- Охтирський планетарій. Відкритий 1977 року. Зараз вже не працює[4].
- Трускавецький планетарій. Відкритий 1969 року в приміщенні Костелу Вознесіння Пресвятої Діви Марії. 1991 року приміщення повернули церкві, і планетарій закрився. Оптико-механічний апарат «планетарій» передано у Львівський військовий інститут[4].
- Черкаський планетарій[1]. Відкрито 1961 року в історичній будівлі — будинку грабаря Лисака[4].

## Недобудовані планетарії
- Житомирський планетарій при Музеї космонавтики ім. С. П. Корольова. В 2006 році уряд виділив гроші на будівництво триповерхового корпусу, де мали розміститись планетарій, зала космічних тренажерів, бібліотека спеціальної й науково-фантастичної літератури, кімнати для клубу юних космонавтів[12]. 2011 року будівництво було заморожене[13].

## Союз планетаріїв України
Асоціація «Планетарії України» була створена за рішенням загальних зборів директорів і представників планетаріїв України 23 березня 2012 року в Києві, а 11 травня 2012 в Харкові пройшли її установчі збори. Президентом асоціації став професор Харківського університету Володимир Захожай. 22-23 серпня в Одесі асоціація провела свою першу конференцію — чотири засідання секції «Планетарії України» в рамках Гамовської конференції. А 27 жовтня 2012 року Асоціація «Планетарії України» була прийнята асоційованим членом Української астрономічної асоціації.
В наступні місяці організація була перетворена на громадську спілку «Союз планетаріїв України». Згідно зі статутом, організація ставить на меті координацію діяльності окремих планетаріїв, розвиток і популяризацію астрономії, сприяння просвітництву й аматорській астрономії. Організація підтримує сайт з інформацією про планетарії України та проводить дослідження їх роботи.